# Dualni kvaternion
Dualni kvaternion je v teoriji kolobarjev sestavni del nekomutativnega in neasociativnega kolobarja. Dualni kvaternioni so zgrajeni na podoben način kot običajni kvaternioni. Od njih se razlikujejo samo v tem, da jih namesto realnih števil kot koeficienti sestavljajo dualna števila.
Dualni kvaternion lahko prikažemo v obliki 
{\displaystyle q=q_{0}+\epsilon q_{\epsilon }\,}
kjer je 
- {\displaystyle q_{0}\,} običajni kvaternion
- {\displaystyle \epsilon \,} dualna enota za katero velja {\displaystyle \epsilon ^{2}=0\,} (nilpotentnost).

## Operacije z dualnimi kvaternioni

### Seštevanje
Seštevanje dualnih kvaternionov je enostavno seštevanje njegovih koeficientov.

### Množenje
Dualne kvaternione množimo tako, da množimo njegove komponente.
Imamo dva dualna kvaterniona: 
{\displaystyle Q_{1}=r_{1}+\varepsilon d_{1}}
in
{\displaystyle Q_{2}=r_{2}+\varepsilon d_{2}}.
Njun zmnožek je enak:
{\displaystyle Q_{1}*Q_{2}=r_{1}*r_{2}+\varepsilon (r_{1}*d_{2}+d_{1}*r_{2})\,\!}. 
Pri tem pa ne nastopa {\displaystyle d_{1}*d_{2}\,}, ker je {\displaystyle \epsilon ^{2}=0\,}. 
To nam da naslednjo tabelo za množenje: 
| {\displaystyle Q_{1}*Q_{2}\,\!}     | {\displaystyle Q_{2}.1\,\!}   | {\displaystyle Q_{2}.i\,\!}    | {\displaystyle Q_{2}.j\,\!}    | {\displaystyle Q_{2}.k\,\!}    | {\displaystyle Q_{2}.\varepsilon } | {\displaystyle Q_{2}.\varepsilon i} | {\displaystyle Q_{2}.\varepsilon j} | {\displaystyle Q_{2}.\varepsilon k} |
| {\displaystyle Q_{1}.1\,\!}         | 1                             | i                              | j                              | k                              | {\displaystyle \varepsilon }       | {\displaystyle \varepsilon i}       | {\displaystyle \varepsilon j}       | {\displaystyle \varepsilon k}       |
| {\displaystyle Q_{1}.i\,\!}         | i                             | -1                             | k                              | -j                             | {\displaystyle \varepsilon i}      | {\displaystyle -\varepsilon }       | {\displaystyle \varepsilon k}       | {\displaystyle -\varepsilon j}      |
| {\displaystyle Q_{1}.j\,\!}         | j                             | -k                             | -1                             | i                              | {\displaystyle \varepsilon j}      | {\displaystyle -\varepsilon k}      | {\displaystyle -\varepsilon }       | {\displaystyle \varepsilon i}       |
| {\displaystyle Q_{1}.k\,\!}         | k                             | j                              | -i                             | -1                             | {\displaystyle \varepsilon k}      | {\displaystyle \varepsilon j}       | {\displaystyle -\varepsilon i}      | {\displaystyle -\varepsilon }       |
| {\displaystyle Q_{1}.\varepsilon }  | {\displaystyle \varepsilon }  | {\displaystyle \varepsilon i}  | {\displaystyle \varepsilon j}  | {\displaystyle \varepsilon k}  | 0                                  | 0                                   | 0                                   | 0                                   |
| {\displaystyle Q_{1}.\varepsilon i} | {\displaystyle \varepsilon i} | {\displaystyle -\varepsilon }  | {\displaystyle \varepsilon k}  | {\displaystyle -\varepsilon j} | 0                                  | 0                                   | 0                                   | 0                                   |
| {\displaystyle Q_{1}.\varepsilon j} | {\displaystyle \varepsilon j} | {\displaystyle -\varepsilon k} | {\displaystyle -\varepsilon }  | {\displaystyle \varepsilon i}  | 0                                  | 0                                   | 0                                   | 0                                   |
| {\displaystyle Q_{1}.\varepsilon k} | {\displaystyle \varepsilon k} | {\displaystyle \varepsilon j}  | {\displaystyle -\varepsilon i} | {\displaystyle -\varepsilon }  | 0                                  | 0                                   | 0                                   | 0                                   |

.

### Konjugirani dualni kvaternioni
Dualni kvaternioni imajo tri konjugirane oblike: 
{\displaystyle q^{\dagger }=r^{*}+\varepsilon d^{*}}
{\displaystyle q_{\varepsilon }=r-\varepsilon d}
{\displaystyle q_{\varepsilon }^{\dagger }=r^{*}-\varepsilon d^{*}\,}
kjer je 
- {\displaystyle q\,} dualni kvaternion
- {\displaystyle r\,} realni del kvaterniona
- {\displaystyle d\,} dualni del

### Obratna vrednost dualnega kvaterniona
Podobno kot pri običajnem kvaternionu, se obratna vrednost izračuna po obrazcu:
{\displaystyle {\hat {Q}}^{-1}={{\hat {Q}}^{\dagger } \over {{\hat {Q}}^{2}}}\,}.
kjer je
- z {\displaystyle {\hat {Q}}\,} označen dualni kvaternion.

### Norma dualnega kvaterniona
{\displaystyle \|{\hat {Q}}\|={\sqrt {{\hat {Q}}{\hat {Q}}^{\dagger }}}={\sqrt {{\hat {Q}}^{\dagger }{\hat {Q}}}}\,}